# ジャン・ロンドー

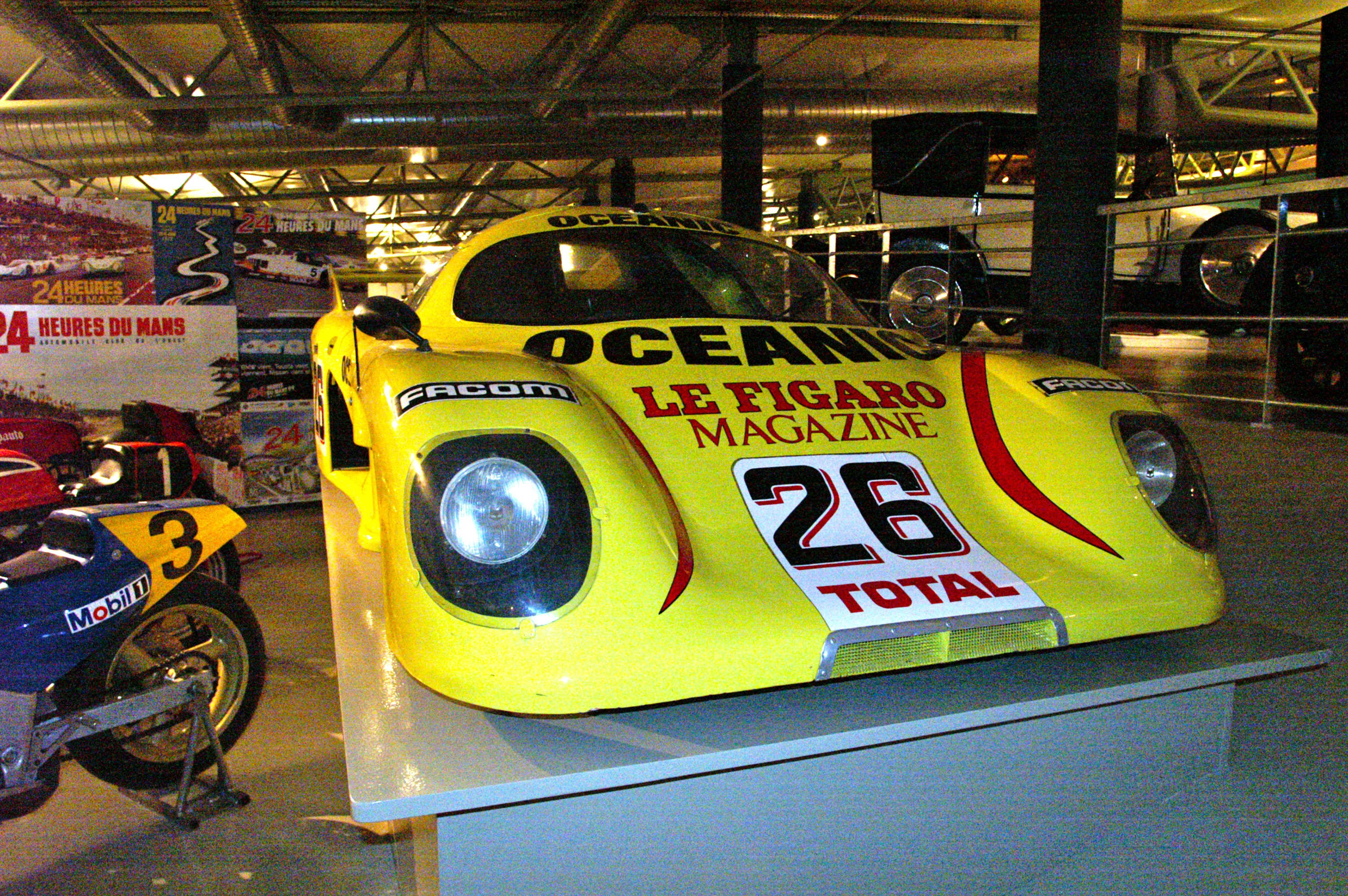
ロンドーM379C、1981年モデル

ジャン・ロンドー（Jean Rondeau 、1946年5月13日 - 1985年12月27日）は、フランスのインテリアデザイナー、レーシングドライバー、カーデザイナーである。

## 略歴
1980年のル・マン24時間レースにフォード・コスワースDFVエンジンを搭載したロンドー・M379を3台持ち込み、自らもジャン＝ピエール・ジョッソーと組んでドライバーとして参戦し優勝、「自らの名を冠した自動車でル・マン24時間レースを制した唯一の人物」となった。
1985年12月27日、ポルシェを運転していたロンドーは、ル・マンから9マイルほど離れたシャンパーニュの踏切で遮断機の間に閉じ込められ、列車との衝突事故で死亡したことが警察から発表された。39歳没。事故現場はロンドーがフォーミュラ・フォード用の車などを製造していたファクトリーからわずか1マイルほどの場所で、自身も開発に携わっていたMVS・ヴェンチュリの生産開始（1987年）を見届けることなくこの世を去った。

## レース戦績

### ル・マン24時間レース
| 年     | チーム                                       | コ・ドライバー                                        | 使用車両                             | クラス  | 周回 | 総合順位 | クラス順位 |
| ------ | -------------------------------------------- | ----------------------------------------------------- | ------------------------------------ | ------- | ---- | -------- | ---------- |
| 1972年 | ブライアン・ロビンソン                       | ブライアン・ロビンソン                                | シェブロン・B21                      | S 2.0   | 76   | DNF      | DNF        |
| 1974年 | クリスチャン・ポワロ                         | クリスチャン・ポワロ                                  | ポルシェ・908/02                     | S 3.0   | 252  | 19位     | 7位        |
| 1975年 | オート マツダ クロード ブシュー              | クロード・ブシュー                                    | マツダ・RX-3 クーペ                  | TS      | 78   | DNF      | DNF        |
| 1976年 | イナルテラ                                   | ジャン＝ピエール・ジョッソー クリスティン・ベッカーズ | イナルテラ・LM-フォード コスワース   | GTP     | 264  | 21位     | 3位        |
| 1977年 | イナルテラ                                   | ジャン・ラニョッティ                                  | イナルテラ・LM77-フォード コスワース | GTP     | 315  | 4位      | 1位        |
| 1978年 | ジャン・ロンドー                             | ジャッキー・ハラン ベルナール・ダルニッシュ           | ロンド―・M378-フォード コスワース    | GTP 3.0 | 294  | 9位      | 1位        |
| 1979年 | マーリン プラージュ ロンドー                 | ジャッキー・ハラン                                    | ロンド―・M379-フォード コスワース    | GTP 3.0 | 207  | DNF      | DNF        |
| 1980年 | ジャン・ロンドー ITT ルポワン                | ジャン＝ピエール・ジョッソー                          | ロンド―・M379-フォード コスワース    | S 3.0   | 338  | 1位      | 1位        |
| 1981年 | オーチス ジャン・ロンドー                    | ジャン＝ピエール・ジョッソー                          | ロンド―・M379-フォード コスワース    | S 3.0   | 58   | DNF      | DNF        |
| 1982年 | オーティス オートモービルズ ジャン・ロンドー | ジャン・ラニョッティ アンリ・ペスカロロ               | ロンド―・M382-フォード コスワース    | C       | 146  | DNF      | DNF        |
| 1983年 | フォード フランス                            | アラン・フェルテ ミシェル・フェルテ                   | ロンドー・M482-フォード コスワース   | C       | 90   | DNF      | DNF        |
| 1984年 | ヘンズ T-バード スワップショップ             | ジョン・ポールJr.                                     | ポルシェ・956                        | C1      | 358  | 2位      | 2位        |
| 1985年 | ウェルター レーシング                        | ジャン=ダニエル・ローレ ミシェル・ピニャール          | WM・P83B                             | C1      | 299  | 17位     | 13位       |